# 水田文雄
水田 文雄（みずた ふみお、1906年1月23日 - 1994年 9月30日）は日本の小説家、広告評論家。 
サラリーマンのかたわら書いたベストセラーを含み著作は多数で、マルチ広報活動エッセイストとしても活躍した。 

## 経歴
第七高等学校造士館文科卒業。1930年東京大学文学部支那哲学科卒業、文学博士。

### ドイツ留学
ベルリン及びミユンヘン大学留学 - 新聞研究室に在籍。

### 朝日新聞社
1930年朝日新聞入社。
南京、上海、欧州主にドイツ駐在で、ロシアを含み欧州各国を取材で回る。
自由言論弾圧にあい朝日新聞退社。

### 宣伝
東宝（株）入社、宣伝部長。
後楽園スタヂアム支配人。

### 中国
花王石鹸入社、中国駐在となり、上海公司取締役社長、天津支社長兼工場長。
1945年天津にて終戦を迎える。家族、妻と子供5人（内4女は引き揚げ船上で発病,日本上陸後死亡）で1946年に日本への最終船で引き揚げ帰国。

### P.R.
戦後に吉田社長にスカウトされ電通入社、以後テレビ部長、PR部長等と勤め民放テレビ局の開設でCM担当、評価、マーケティング等と広範囲に携わる。
日本初の英語有線テレビを創設した。 宣伝、広報、P.R.等を指導し日本のP.R.専門家として TV出演等で著名となる。同時に各広報、P.R.、マーケティング、宣伝等の評論家でもあり日本各地にてセミナー、会議、講演等を通して若者を指導した。

## 作品一覧
- 1953年 『出世せざるサラリーマン』学風書院
- 1958年 『PR大衆説得の技術』ダイヤモンド社
- 1961年 『人間PR』中央公論社   177P     ASIN B000JALJNI
- 1962年 『PR誌とパブリシティー』ダイヤモンド社
- 1963年 『武士道サラリーマン』講談社
- 1965年 『生きる気やる気』弘文堂
- 1969年 『PRは世界を動かす』日本列島出版
- 1972年 『脱サラ人生論 反骨に生きる』ダイヤモンド社
- 1973年 『明日なき人々 タカ派対ハト派』 アンゲンブックス   ２８５P     ASIN B000J9CTDS
- 1973年 『上級学級』ホーチキ出版
- 1991年 『脱宗教の無宗教』出版研, 316P, ISBN 4879690406
- 1992年 『不潔物語』出版研, 208P, ISBN 4879690473
- 1992年 『さまよえる日本人』出版研, 286P, ISBN 4879690503
- 1993年 『それでも 脱宗教の無宗教』出版研, 282P, ISBN 4879690546
- 1994年 『いいかげんにしろ日本人』出版研, 201P, ISBN 4879690597

AMAZON LINK